# Gunilla Poppe
Karin Gunilla Poppe, född Sundberg den 1 december 1936 i Göteborg, är en svensk skådespelare och teaterchef.

## Biografi
Gunilla Poppe växte upp norr om Göteborg och kom in på Dramatens elevskola 1954 som sjuttonåring  (en av de yngsta genom tiderna). Hon var så späd att hon fick spela Jesusbarnet i Strindbergs Advent. Efter elevskolan arbetade hon några år på gamla Helsingborgs stadsteater. 1962 träffade hon skådespelaren Nils Poppe när de båda medverkade i Den tappre soldaten Svejk på Skansens friluftsteater. De gifte sig i Göteborg 1965 och bosatte sig 1968 i en 1700-talsgård i skånska Domsten. Hon kom att medverka i flera av hans lustspel på Fredriksdalsteatern i Helsingborg, bland andra En enkel man, Lorden från gränden, Vita Hästen och Fars lille påg. Tillsammans fick de barnen Thomas Poppe och Mia Poppe. Ett tag funderade hon på att lämna skådespeleriet och skaffade sig lärarkompetens, men hon valde sedan teatern framför katedern.
På 1970-talet arbetade hon även med Arbetarnas bildningsförbunds föreningsteater i Helsingborg, där hon bland annat skrev och regisserade barnpjäsen Pojken som samlade tårar. Hon har bland annat varit engagerad vid Borås Stadsteater, Riksteatern och 1974–1995 på Malmö Stadsteater. På sistnämnda teater medverkade hon i en lång rad uppsättningar bland annat 
Ostindiefarare, Kärlek och magi i mammas kök, Guds styvbarn, Anne Franks dagbok och Doktorn klipper till. 
Gunilla Poppe har också sedan 1980-talet framträtt med egna lyrikprogram, ofta med visor av skånska poeter. På Fredriksdalsteatern har hon senare även medverkat i flera av Eva Rydbergs uppsättningar.
Sedan 2011 är hon teaterchef och skådespelare på den egna Poppegårdens friluftsteater i Domsten.

## Filmografi (i urval)
- 1986 – Yngsjömordet

## Teater

### Roller (ej komplett)
| År   | Roll                     | Produktion | Regi                        | Teater                   |
| ---- | ------------------------ | --- | --------------------------- | ------------------------ |
| 1957 | Jane                     | Dårskapens timme (L'ora della fantasia) Anna Bonacci                                                              | Åke Engfeldt                | Helsingborgs stadsteater |
| 1957 | Prinsessan               | Per Svinaherde Ivar Hallström och Henrik Christiernsson                                                           | Bernt Callenbo              | Helsingborgs stadsteater |
| 1957 | Bubba Ryan               | Sjuttonde dockans sommar (Summer of the Seventeenth Doll) Ray Lawler                                              | Johan Falck                 | Helsingborgs stadsteater |
| 1957 | Helene                   | Pariserliv (La Vie parisienne) Jacques Offenbach, Henri Meilhac och Ludovic Halévy                                | Soini Wallenius             | Helsingborgs stadsteater |
| 1958 | Mabel                    | Vid skilda bord (Separate Tables) Terence Rattigan                                                                | Åke Engfeldt                | Helsingborgs stadsteater |
| 1958 | Fanchette                | Figaros bröllop eller Den uppochnervända dagen (La Folle Journée, ou Le Mariage de Figaro) Pierre de Beaumarchais | Johan Falck                 | Helsingborgs stadsteater |
| 1958 | Jane Broadbent           | Vad vet mamma om kärlek (The Reluctant Debutante) William Douglas-Home                                            | Åke Engfeldt                | Helsingborgs stadsteater |
| 1958 | Molly                    | Tolvskillingsoperan (Die Dreigroschenoper) Bertolt Brecht och Kurt Weill                                          | Johan Falck                 | Helsingborgs stadsteater |
| 1958 |                          | Ägget ( L'Œuf) Félicien Marceau                                                                                   | Lennart Olsson              | Helsingborgs stadsteater |
| 1958 | Françoise Martin         | Auguste Raymond Castans                                                                                           | Lennart Olsson              | Helsingborgs stadsteater |
| 1959 | Modehandlerskan          | Så tuktas en argbigga (The Taming of the Shrew) William Shakespeare                                               | Johan Falck Edvin Adolphson | Helsingborgs stadsteater |
| 1959 | Juliet                   | Romanoff och Julia (Romanoff and Juliet) Peter Ustinov                                                            | Lennart Olsson              | Helsingborgs stadsteater |
| 1959 | Astrea                   | Fridas visor eller Oscars fyra bekymmer eller En vecka i Lilla Paris Gösta Sjöberg                                | Frank Sundström             | Helsingborgs stadsteater |
| 1959 | Marie-Christine          | Generalen på skolbänken (L'Hurluberlu ou Le Reactionnaire amoureux) Jean Anouilh                                  | Palle Granditsky            | Helsingborgs stadsteater |
| 1959 | Catherine                | Utsikt från en bro (A view from the bridge) Arthur Miller                                                         | Frank Sundström             | Helsingborgs stadsteater |
| 1960 | Viviane Sylvia           | Lilla helgonet (Mam'zelle Nitouche) Hervé, Henri Meilhac och Albert Millaud                                       | Frank Sundström             | Helsingborgs stadsteater |
| 1960 | Margot Frank             | Anne Franks dagbok (The Diary of Anne Frank) Frances Goodrich och Albert Hackett                                  | Frank Sundström             | Helsingborgs stadsteater |
| 1960 | Sibyl Chase              | Jag älskar dig, markatta (Private Lives) Noël Coward                                                              | Palle Granditsky            | Helsingborgs stadsteater |
| 1960 | Marcelle                 | Förbjudet att älska eller Trädgårdsmästarens hund (Comedia famosa del Perro del hortelano) Lope de Vega           | Frank Sundström             | Helsingborgs stadsteater |
| 1960 | Sabine                   | Dubbelspel (Zwei rechts, zwei links) Karl Wittlinger                                                              | Jan Hemmel                  | Helsingborgs stadsteater |
| 1961 | Fiona                    | Ung och grön (Salad Days) Dorothy Reynolds och Julian Slade                                                       | Jan Hemmel Frank Sundström  | Helsingborgs stadsteater |
| 1962 | Shen Te                  | Den goda människan från Sezuan (Der gute Mensch von Sezuan) Bertolt Brecht                                        | Per Edström                 | Pionjärteatern           |
| 1962 |                          | Den tappre soldaten Svejk (Osudy dobrého vojáka Švejka za světové války) Jaroslav Hašek                           | Åke Falck                   | Skansens friluftsteater  |
| 1966 | Cyrenne                  | En enkel man (Rattle Of A Simple Man) Charles Dyer                                                                | Hans Råstam                 | Fredriksdalsteatern      |
| 1967 |                          | Sten Stensson Steen från Eslöv Carro Bergkvist                                                                    | Leif Amble-Naess            | Fredriksdalsteatern      |
| 1968 |                          | Charleys Tant (Charley's Aunt) Brandon Thomas                                                                     | Leif Amble-Næss             | Fredriksdalsteatern      |
| 1969 |                          | Den glade soldaten Bom Carro Bergkvist                                                                            | Albert Gaubier              | Fredriksdalsteatern      |
| 1970 |                          | Lorden från gränden (Me and My Girl) L. Arthur Rose och Noel Gay                                                  | Martin Söderhjelm           | Fredriksdalsteatern      |
| 1971 | Magdalena                | Bernardas hus (La casa de Bernarda Alba) Federico García Lorca                                                    | Lars-Levi Læstadius         | Helsingborgs stadsteater |
| 1971 | Klärchen Hinzelmann      | Vita Hästen (Im weißen Rößl) Ralph Benatzky, Erik Charell och Hans Müller-Einigen                                 | Albert Gaubier              | Fredriksdalsteatern      |
| 1972 |                          | Pengar Nils Poppe, Arne Wahlberg och Nils Hansén                                                                  | Martin Söderhjelm           | Fredriksdalsteatern      |
| 1976 | Kajsa Duun               | Oskulden från Mölle (Der Keusche Lebemann) Franz Arnold och Ernst Bach                                            | Hans Bergström              | Fredriksdalsteatern      |
| 1977 | Henriette                | Fantastiska pappa (Le voyage de Monsieur Perrichon) Eugène Labiche                                                | Hans Bergström              | Fredriksdalsteatern      |
| 1978 | Karla Pettersson         | Hjälten från Öresund (Der kühne Schwimmer) Franz Arnold och Ernst Bach                                            | Hans Bergström              | Fredriksdalsteatern      |
| 1979 | Elise, expedit           | Min syster och jag (Meine Schwester und ich) Ralph Benatzky och Robert Blum                                       | Egon Larsson                | Fredriksdalsteatern      |
| 1981 |                          | Blodsbröllop (Bodas de Sangre) Federico García Lorca                                                              | Eva Sköld                   | Malmö stadsteater        |
| 1984 |                          | Doktorn klipper till (Tailleur pour dames) Georges Feydeau                                                        | Andris Blekte               | Malmö stadsteater        |
| 1985 | Emilie Jönsson           | Fars lille påg (Hurra, ein Junge) Franz Arnold och Ernst Bach                                                     | Hans Bergström              | Fredriksdalsteatern      |
| 1986 |                          | Anne Franks dagbok (The Diary of Anne Frank) Frances Goodrich och Albert Hackett                                  | Claes Sylwander             | Malmö stadsteater        |
| 1988 |                          | Skandal i familjen (A Small Family Business) Alan Ayckbourn                                                       | Lennart Olsson              | Malmö stadsteater        |
| 1990 |                          | En handelsresandes död (Death of a Salesman) Arthur Miller                                                        | Lennart Olsson              | Malmö Stadsteater        |
| 1993 | Helena Westman           | Bröderna Östermans huskors Oscar Wennersten                                                                       | Hans Bergström              | Fredriksdalsteatern      |
| 1994 |                          | Den tappre soldaten Bom Åke Cato och Mikael Neumann                                                               | Hans Bergström              | Fredriksdalsteatern      |
| 1995 |                          | Husan också! Åke Cato och Mikael Neumann                                                                          | Hans Bergström              | Fredriksdalsteatern      |
| 2001 | Notarie Eleonora Renting | Kärlek och lavemang (Le Malade imaginaire) Molière                                                                | Hans Bergström              | Fredriksdalsteatern      |
| 2008 | Majorskan Agnes Spetz    | Rabalder i Ramlösa Adde Malmberg och Johan Schildt                                                                | Roine Söderlundh            | Fredriksdalsteatern      |